# Alf Lythgoe
Alfred Peter Lythgoe, plus connu sous le nom d'Alf Lythgoe (né le 16 mars 1907 à Nantwich dans le Cheshire et mort le 17 avril 1967) est un joueur de football anglais qui évoluait au poste d'attaquant, avant de devenir ensuite entraîneur.

## Palmarès
Stockport County
- Championnat d'Angleterre D3 (1) :
  - Champion : 1936-37 (Sud).
  - Meilleur buteur : 1933-34 (46 buts).